# Зохар, Мирьям
Мирьям Зо́хар (вариант транскрипции: Зоар; ивр. מרים זוהר‎; род. 16 октября 1931 г.) — израильская актриса.

## Биография
Зохар родилась в 1931 году как Марселла Кац в городе Черновцы, столице Буковинского региона Румынии (ныне на территории Украины), дочери традиционных еврейских родителей из Польши, которые бежали в Румынию из-за отказа её отца-купца служить в польской армии. Её депортировали в созданное в городе гетто, в 1941 году депортировали вместе с родителями и старшим братом в Тульчин, Приднестровье, в трудовой лагерь, она пережила Холокост с родителями и братом, а затем, после войны, семья вернулась в Черновцы, где её отец был арестован советскими властями. Вскоре после этого остальные члены семьи переехали в пересыльный лагерь в Тимишоаре на юго-западе Румынии, где Мириам работала воспитательницей в еврейском детском саду, во время которого когда она организовывала вечеринки и исполняла декламацию и пение.
В 1948 году Зохар отплыла со своей матерью и братом в Израиль на нелегальном иммигрантском судне Pan York («Кибуц Галуйот»); корабль был захвачен британцами, а его пассажиры были отправлены лагерь для заключенных на Кипре.
В феврале 1949 года, после создания государства, семья иммигрировала в Израиль и жила в иммигрантском лагере в Биньямине. Через шесть месяцев они получили ссуду в 100 фунтов от родственника и купили крошечную квартирку в районе Гиват-Алия (Джабалия) на границе Яффо-Бат-Ям. Квартиру, в которой Зохар прожила семь лет, по обычаю того времени делили с человеком, у которого они купили квартиру.
Зохар выучила иврит, познакомилась с режиссёром Яаковом Мансдорфом и по рекомендации Фаннера получила небольшую роль в русской пьесе в постановке Мансдорфа (Крошечный народный театр), основанного новыми иммигрантами. Летом 1950 года она получила главную роль в спектакле по пьесе «Суррогатная мать» Карло Гольдони. Она получила хорошие отзывы, и Шимон Финкель, увидевший её в спектакле, пригласил её на прослушивание в театр Габима. На экзамене в октябре 1950 года она прочла Цви Фридланду отрывки из «Женщин-ненавистников» на иврите, отрывок Ю. Л. Переца на идише и монолог из «Шломит» (Анны) Оскара Уайльда. В январе 1951 года её приняли в Габима, а в 1954 году она вошла в состав театрального коллектива. В соответствии с политикой театра, она сменила имя на «Мириам Зохар». Она была особенно близка с Ханной Рубиной, которую она обожала (они играли вместе только в одной пьесе: «Ханна Сенеш» и Аарон Мегед), Аарону Мескину, который был для неё отцом, и Финкелю.
В 1961 году она вышла замуж за журналиста и специалиста по связям с общественностью Арье Гельблюма, также развелась и переехала в Неве-Авивим (Рамат-Авив). У пары родились две дочери: Тами и Нили. В 1965 году, во время второй беременности, она сыграла роль Марты в спектакле «Кто боится Вирджинии Вулф?». Об Эдварде Альби, который больше всего ассоциировал с ней одну из ролей.

## Творческие достижения
За сорок лет работы в Габиме она сыграла ведущие роли примерно в 60 пьесах, как в классических, так и в современных пьесах, что сделало её одной из лучших театральных актрис Израиля. В 1996 году перешла в театр «Бейт Лессин». В главных ролях: «Сольваг», «Аркадина», «Медея», «Мирелла Эфрат», «Охота на ведьм», «Все были моим сыном», «Мой первый роман», «Татуированная роза», «Хамец», «Кидуш», «Танец в 6 шиурим» и «Последние дни». В 2017 году она сыграла Ребекку Нерс в спектакле «Охота на ведьм», в 2018 году Марджори в спектакле «Марджори Прайм» и в 2019 году бабушку в спектакле «Внук». В 1980 году она поставила сольную пьесу «Поездка» по автобиографическому рассказу Марии Фельдеш (Фолдеш), пережившей Холокост. Также она снялась в сериалах «20 плюс», «Моя первая Sony» и «Хранение». В 2005 году она снялась в фильме «Династия Шварцев» режиссёра Шмуэля Хасефри вместе с Иегудой Леви, Аней Букстайн, Таль Фридман и другими.
Зохар получила почетную докторскую степень в Университете Бар-Илан за свою актёрскую деятельность. В 1980 году она получила премию Аарона Эшмана за роль в фильме Марии Фёльдес «Прогулка». В 1987 году она получила премию Израиля за свою актёрскую деятельность. В 2015 году она была номинирована на премию Офир как лучшая женская роль за роль в фильме «Жар-птицы».